# Insulina regular

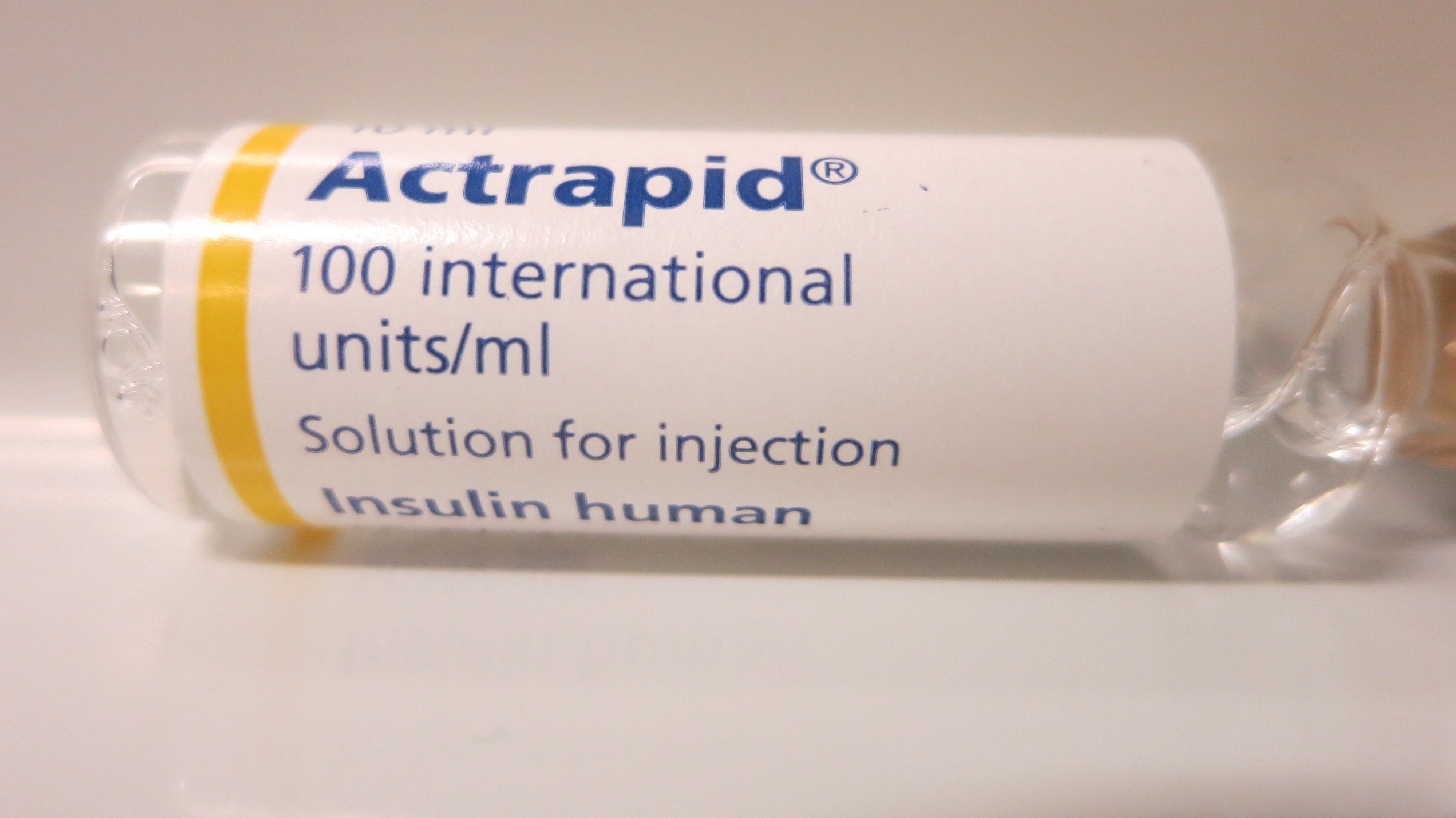
Um frasco de insulina, com o nome comercial Actrapid

Insulina regular, também conhecida como insulina neutra ou insulina solúvel, é um tipo de insulinoterapia. É usada para tratar diabetes mellitus tipo 1, diabetes mellitus tipo 2, diabetes gestacional, complicações do diabetes como a cetoacidose diabética e coma hiperosmolar hiperglicémico. Ela também é usada juntamente com a glicose para tratar os altos níveis de potássio no sangue. Normalmente é dada por injecção sob a pele, mas também pode ser administrada por injecção em uma veia ou músculo. O início do efeito é normalmente em 30 minutos e duram 8 horas.
O efeito secundário comum é a baixa de açúcar no sangue. Outros efeitos secundários podem incluir dor ou alterações da pele nos locais de injecção, baixo potássio no sangue, e reacções alérgicas. O uso durante a gravidez é relativamente seguro para o bebé. A insulina regular pode ser feita a partir do pâncreas de porcos ou vacas. Versões humanas podem ser feitas modificando versões de porco ou versões de tecnologia recombinante.
A insulina foi usada pela primeira vez como uma medicação no Canadá por Charles Best e Frederick Banting, em 1922. Faz parte da Lista de Medicamentos Essenciais da Organização Mundial de Saúde, uma lista dos mais eficazes e seguros medicamentos que são necessários em um sistema de saúde. O custo no mundo em desenvolvimento é de cerca de 2.39 a 10.61 USD por 1.000 ui de insulina regular. No Reino Unido, 1.000 ui custa ao SNS 7.48 libras, enquanto nos Estados Unidos este valor é de cerca de 134.00 dólares. Também estão disponíveis versões mistas com mais de acção, tais como a insulina NPH.